# Швандорф (район)
Швандорф (нем. Schwandorf) — район в Германии. Центр района — город Швандорф. Район входит в землю Бавария. Подчинён административному округу Верхний Пфальц. Занимает площадь 1472,88 км². Население — 144 690 чел. Плотность населения — 98 человек/км².
Официальный код района — 09 3 76.
Район подразделяется на 33 общины.

## Административное устройство

Муниципалитеты района Швандорф (Бавария)

### Городские общины
1. Бургленгенфельд (12 256)
2. Максхютте-Хайдхоф (10 498)
3. Наббург (6064)
4. Ниттенау (8536)
5. Нойнбург-форм-Вальд (8238)
6. Оберфихтах (5006)
7. Пфраймд (5553)
8. Тойблиц (7486)
9. Шёнзе (2715)
10. Швандорф (28 195)

### Ярмарочные общины
1. Брукк-ин-дер-Оберпфальц (4441)
2. Вернберг-Кёблиц (5758)
3. Винкларн (1435)
4. Нойкирхен-Бальбини (1150)
5. Шварценфельд (6274)
6. Шварцхофен (1497)

### Сельские общины
1. Альтендорф (951)
2. Боденвёр (4018)
3. Вайдинг (607)
4. Ваккерсдорф (5016)
5. Глайрич (673)
6. Гутенэкк (885)
7. Дитерскирхен (1 061)
8. Нидермурах (1313)
9. Танштайн (996)
10. Тойнц (2007)
11. Траусниц (1004)
12. Фенстербах (2452)
13. Шварцах-бай-Наббург (1560)
14. Шмидгаден (2910)
15. Штадлерн (631)
16. Штайнберг-ам-Зе (1810)
17. Штульн (1694)

### Объединения общин
1. Административное сообщество Ваккерсдорф
2. Административное сообщество Наббург
3. Административное сообщество Нойнбург-форм-Вальд
4. Административное сообщество Оберфихтах
5. Административное сообщество Пфраймд
6. Административное сообщество Шварценфельд
7. Административное сообщество Шёнзе

## Население
По оценке на 31 декабря 2015 года население района Швандорф составляет 144 864 чел. 

| Дата      | 1840  | 1871  | 1900  | 1925  | 1939  | 1950   | 1961   | 1970   | 1987   | 2011   |
| --------- | ----- | ----- | ----- | ----- | ----- | ------ | ------ | ------ | ------ | ------ |
| Население | 65017 | 71776 | 74867 | 82330 | 89966 | 121655 | 123489 | 135117 | 131260 | 142407 |

| Год       | 1960   | 1970   | 1980   | 1990   | 2000   | 2009   | 2010   | 2011   | 2012   | 2013   | 2014   | 2015   |
| --------- | ------ | ------ | ------ | ------ | ------ | ------ | ------ | ------ | ------ | ------ | ------ | ------ |
| Население | 121592 | 135233 | 130749 | 135254 | 143343 | 142979 | 142804 | 142630 | 142947 | 143060 | 143614 | 144864 |

## Внешние ссылки
- Официальная страница (нем.)